# Intel Core i3 (Nehalem)
Core i3 es una línea de microprocesadores Intel para la gama de entrada; la primera generación fue fabricada a 32 nm; estos se empezaron a comercializar a principios de 2010.

## Tecnología
El 7 de enero de 2010, Intel lanzó el primer procesador Core i3: son procesadores de doble núcleo con procesador gráfico integrado, la GPU, denominada Intel HD Graphics que funciona a 733 MHz. Este primer modelo poseía 4 MiB de caché de nivel 2, y un controlador de memoria para DDR3. La función Turbo Boost no está habilitada, pero la tecnología HyperThreading sí, lo cual permite al microprocesador tener 2 hilos o núcleos lógicos por cada núcleo físico.
| Nombre en clave | Modelo/s     | Núcleos | Caché nivel 3 | Zócalo   | TDP  | E/S Bus                               |
| --------------- | ------------ | ------- | ------------- | -------- | ---- | ------------------------------------- |
| Clarkdale       | Core i3-5xx  | 2       | 4 MiB         | LGA 1156 | 73 W | Direct Media Interface, GPU integrada |
| Arrandale       | Core i3-3xxM | 2       | 3 MiB         | PGA-989  | 35 W | Direct Media Interface, GPU integrada |